# 茨城交通笠間営業所
茨城交通笠間営業所（いばらきこうつうかさまえいぎょうしょ）は、茨城県笠間市笠間に位置する茨城交通の営業所。

## 現行路線

### 一般路線
- 笠間駅 - 稲荷神社前 - 日動美術館入口 - 芸術の森公園
- 笠間駅 - 荒町角 - 稲田駅入口 - 福原駅 - 桃山
- 常北中学校前 - 石塚車庫 - 小勝 - 塩子 - 岩下入口
- 常北中学校前 - 石塚車庫 - 小勝 - 七会支所 - 徳蔵局前 - 大網公民館 - 徳蔵局前 - 赤沢観音前
- 笠間駅 - 笠間稲荷神社入口 - 茂木さかがわ館前 - 益子駅

### 高速路線

#### 関東やきものライナー
- 益子駅 - 茂木さかがわ館前 - 笠間稲荷神社入口 - 笠間駅 - 道の駅かさま[1] - 八潮パーキングエリア - 秋葉原駅
  - 1日5往復運行。茨城交通の単独運行[2]。
  - 八潮パーキングエリアには上り便のみ、つくばエクスプレス（八潮駅）への乗継希望者がいる場合のみ停車[3]。
  - 2021年9月16日より「道の駅かさま」に乗り入れ、「笠間手越」停留所を「道の駅かさま」に変更[4]。

### コミュニティバス

#### かさま観光周遊バス
- 友部駅北口 - 道の駅かさま[5] - 日動美術館 - 稲荷神社 - 笠間SC - 笠間駅 - やきもの通り - 工芸の丘・陶芸美術館 - 道の駅かさま - 友部駅北口
  - 笠間観光協会からの受託運行。月曜日運休。専用塗装の日野・ポンチョを使用し、代走では茨交塗装の車両が使用される。

## 廃止･撤退路線
- 笠間駅 - 稲荷神社 - 大和田 - 上市原 - 杉崎 - 大塚東 - 赤塚駅 - 石川町 - 大工町 - 水戸駅
- 笠間駅 - 稲荷神社 - 大和田 - 上市原 - 杉崎
- 71：イオンモール水戸内原 - 内原駅 - 内原庁舎前 - 内原駅 - イオンモール水戸内原
- イオンモール水戸内原 - 内原駅
- 笠間駅 - 稲荷神社 - 才木 - 下福田 - 吉田神社
- 羽衣橋 - 吉田神社 - 東小学校 - 池野辺 - 寺峰
  - 2015年（平成27年）3月31日廃止。
- 笠間駅 - 荒町角 - 笠間ショッピングセンター
- 笠間駅 - 荒町角 - 石井台
- 友部駅 - 山下橋 - 上市原 - 扶桑カントリークラブ
- 友部駅 - 笠間駅 - 笠間稲荷神社 - 赤沢観音 - 七会支所 - 岩下入口 - 鮎田 - 茂木駅
- 友部駅 - 松山団地 - 手越 - やきもの通り - 笠間駅
- 笠間駅 - 笠間稲荷神社 - 赤沢観音 - 七会支所 - 岩下入口
- 笠間駅 - 笠間稲荷神社 - 七会支所 - 岩下入口
  - 2016年（平成28年）3月31日廃止。
- 笠間駅 - 笠間営業所 - 笠間高校前 - 石井神社前 - 片庭 - 上飯 - 茂木駅
- 笠間駅 - 稲荷神社 - 才木 - 下福田 - 吉田神社 - 清音寺 - 石塚車庫
- 内原駅 - 寺峰 - 池野辺 - 吉田神社 - 羽衣橋
- 内原駅 - 杉崎 - コロニー前 - 小原 - 友部駅
- 笠間駅 - 南中学校前 - 白砂 - ザク沢口 - 石灰山

## 車庫

### 石井車庫
- 笠間営業所内が手狭なのとスクールバス増車のため、2016年（平成28年）に桃山線の大橋際停留所付近に新設。スクールバスと路線車両が常駐する。かつて存在した東武鉄道笠間出張所は至近であるものの位置は異なる。